# Улица Горького (Тверь)
Улица Го́рького — улица в Твери, одна из главных в Заволжском районе.

## География
Улица Горького начинается от реки Тверцы и продолжается на северо-запад. Пересекает Комсомольский проспект, улицу Мусоргского, Благоева, Скворцова-Степанова, переулок Никитина. Поворачивает и примыкает к Петербургскому шоссе, отделяя его от набережной Афанасия Никитина.
Общая протяжённость улицы Горького составляет 2,5 км.

## История
Улица была проведена в 1770-х годах по плану регулярной застройки Заволжской части города. Называлась Верховской улицей от слова «верховье», означавшего, что улица не заливалась водой во время весенних разливов Волги .
В 1840-х годах стала называться 1-й Верховской, так как появились 2-я и 3-я. От начала улицы до 1931 года на юго-восток шла дорога к наплавному мосту через Тверцу. Зимой мост разбирали, движение проходило по льду.
Улица была застроена главным образом деревянными одно- и двухэтажными домами, встречались и каменные. Проезжая часть была вымощена булыжником.
С начала 1920-х годов вместе со старым употреблялось новое название — Стрелково-Латышская улица. В 1938 году было утверждено название Верховская улица, так как 2-я и 3-я были переименованы.
В 1931 году к этой улице примкнул мост через Тверцу. В 1953 году улицу переименовали в честь Максима Горького . В 1950—1960-х годах улицу расширили, снесли старые деревянные дома, стали строиться новые многоэтажные дома.
В начале 1990-х годов был построен магазин — пристройка к дому № 2 к. 1, получивший № 18.